# Nenad Filipović (calciatore)
Nenad Filipović (in serbo Ненад Филиповић?; Užice, 24 aprile 1987) è un calciatore serbo, portiere del Voždovac.

## Palmarès

### Club

#### Competizioni nazionali
- Prva Liga Srbija: 1

TSC Bačka Topola: 2018-2019